# Procyliosoma leae
Procyliosoma leae är en mångfotingart som beskrevs av Filippo Silvestri 1917. Procyliosoma leae ingår i släktet Procyliosoma och familjen Sphaerotheriidae. Inga underarter finns listade i Catalogue of Life.